# Олава (притока Одри)
Ола́ва (пол. Oława, нім. Ohle)  — річка в Польщі. Ліва притока річки Одри, басейн Балтійського моря.

## Загальні відомості
Бере початок у Судетських горах на висоті 315 м. Джерело Олави знаходиться на північно-східній околиці села Ліпник в гміни Каменник, впадає в річку Одру у Вроцлаві вище Грюнвальдського мосту. Річка є важливою для водопостачання міста Олави, водозабезпечення сільського господарства, та має особливе значення в регіональній мережі моніторингу у зв'язку з тим, що використовується у водопостачанні міста Вроцлава.